# 그루밍족
그루밍족의 유래는 마부가 말을 빗질하고 목욕시켜 주는 것에서 시작되어, 현재는 여성의 뷰티(beauty) 에 해당하는 남성의 미용 용어로 쓰인다. 몸을 치장한다는 뜻의 groom에서 파생된 말로 패션과 미용에 아낌없이 투자하는 남성들을 일컫는 신조어이다. 패션과 미용에 그치지 않고 현재 피부, 두발, 치아는 물론 성형수술까지 포함하는 뜻으로 점차 그 의미가 확대되고 있다.

## 등장 배경
외모는 곧 경쟁력이고 사람을 판단하는 하나의 기준이 되면서 남자도 가꿔야 한다는 생각이 현대 사회에서 트랜드로 자리잡고 있다. 여성들의 사회 진출이 높아지고 국내 취업난이 계속되면서 외모는 하나의 스펙이자 성공의 필수조건이 되었다. 그루밍에 대해 자기 관리 차원에서 긍정적라고 답한 남성이 68.6%,여성이 72.5 %로 답하여 여성들 또한 단장하는 남자들에 대해 긍정적이라는 것을 알 수 있다.이런 현상들은 남성들이 외모를 관리하는 것에 더 적극적인 투자와 관심을 끌게 하는 요인이 되었다. 이러한 시대 현상에 따라 꾸미는 남성들이 증가하였을 뿐만 아니라 꾸미는 남성을 지칭하는 그루밍족이라는 신조어까지 탄생했다.

## 그루밍족의 대표적인 인물들

### 한국
몬스타엑스의 기현: MBC 드라마넷 <취향저격 : 뷰티플러스>의 진행을 맡은 그룹 몬스타엑스의 기현은 평소에도 대표적인 그루밍족으로 알려져있었다. 2016년 4월19일 첫 방송의 '송혜교의 화장법을 주제로 한 자연스러운 메이크업 특집'에서 적극적으로 틴트를 발라보며 직접 제품의 장점을 표현하는 행동을 보였다. 또한 그는 첫 촬영에 대한 소감으로 “<취향저격 뷰티플러스>를 통해 남자 아이돌계의 뷰티 꿈나무가 될 것이다” 라고 말하며 자신이 뷰티와 패션, 그리고 미용 전반에 관심이 많음을 드러냈다.
노민우: 노민우는 여성스러운 외모와 스타일로 인해 남성 뷰티와 관련한 글에서 가장 자주 등장한다. 실제로 노민우의 소속사 엠제이드림시스 오민정 대표는 21일 동아닷컴에서 “노민우는 자기관리가 굉장히 철저하다. 식단 조절과 함께 필라테스, 헬스를 병행하고 있다”고 밝힌 바가 있다. 또한 <노민우 근황, 여전한 꽃미모+잡티없는 피부>이라는 기사의 내용에서는 그의 잘 관리된 피부와 여성스러운 외모에 대해 강조하고 있다.

### 기타
제프리스타(Jefree Star)는 전직 가수 출신의 뷰티 유투버로 자신이 직접 자신의 이름을 딴 ‘제프리 스타”라는 뷰티 브랜드를 런칭하기도 했다. 헐리우드 유명인의 수입을 알려주는 글에서 제프리스타의 수입과 관련하여 그가 유투브 동영상과 그의 브랜드를 통해 막대한 영향력을 보여준다고 설명한다. 이는 그가 그루밍족으로서 미치는 파급력이 크다는 것을 나타낸다.
웨인 고스(Wane Goss)는 화장법, 화장도구 사용법 등의 영상으로 인기가 높다. 그가 주로 올리는 영상은 컨투어링과 하이라이팅에 관련된 영상으로 높은 조회수를 기록한 바 있다. 웨인 고스는 메이크업 아티스트로 2009년부터 뷰티 튜토리얼 영상을 제작해, 현재 290만 구독자를 지니고 있는 세계 유명 뷰티 유투버 중 한 명이다. 그가 런칭한 메이크업 브러시도 꾸준히 사랑받고있다.

## 그루밍 종류

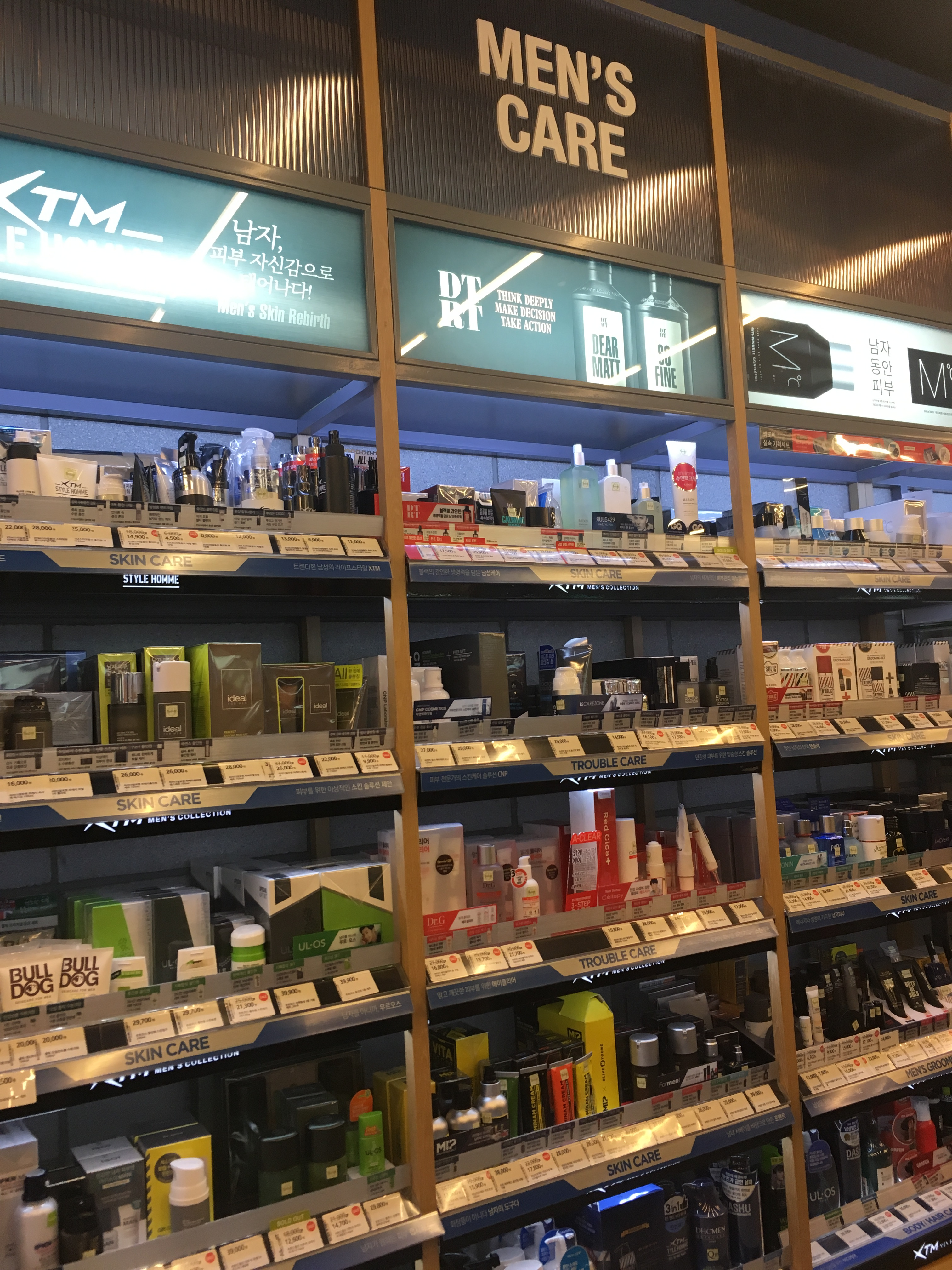
약국의 남성 화장품

### 피부 케어 및 코스메틱
로레알 코리아 관계자는‘최근 들어 한국 남성들이 외모에 관심을 가지면서 남성화장품 시장이 세계 1위에 진입했다 앞으로 이 같은 현상은 지속될 것으로 보인다. ’라고 말했
다.특히 최근에는 기본 스킨어 제품은 물론 기능성이나 색조제품을 찾는 남성들도 늘고 있다는 것이 업계의 설명이다.헬스앤뷰티 스토어 CJ올리브네트웍스에 따르면 남성용 비비크림, 비비쿠션 등의 남성 코스메틱 제품의 (2017년 기준) 3개년 매출 신장률이 연 평균 40% 이상인 것으로 나타났다.

### 남성용 화장품 종류
스페셜 케어: 과거엔 스킨, 로션이 전부라고 말해도 과언이 아닐 만큼 스킨과 로션의 매출이 90%에 달하는 매출 비를 기록했지만, 최근에는 에센스 등의 스페셜 어 비이 차 높아지면서 스킨,로션의 매 출이 30∼40%에 그치고 있다.남성 화장품 시장을 이끌고 있는 라네즈 옴므는 기본 스킨,로션 라인과 스페셜 어 제품의 매출 비율이 5: 5를 이루고 있다.
비비크림/ 비비쿠션 포맨:  BB크림이나 쿠션이라고 하면 파운데이션과 같은 여성용 진한 색조 화장품을 떠올리기 쉽지만, 남성용 비비크림의 경우 티나는 화장보다는 자연스러움을 강조한다. 때문에 결점을 자연스럽게 커버해 주면서 두꺼워 보이지 않는 느낌의 남성용 비비크림 등이 많이 출시되고 있는 것을 볼 수 있다.
컬러 립밤: 다양한 색상과 컬러로 립스틱의 기능을 함께 갖고있는 여성용 립밤과 달리, 남성용 립밤의 경우 무색의 투명한 것이 두드러지는 특징이었다. 그러나 최근에는 약간의 컬러가 추가된 남성용 립밤도 흔히 볼 수 있다. 약간의 색깔이 들어가, 칙칙한 입술에 혈색이 돌게 하여 얼굴이 화사해지는 효과를 주기 때문에 그루밍족들이 많이 찾고 있다.

### 업체별 남성 화장품 보유 현황
| 회사명                   | 브랜드명                                                                                                   |
| ------------------------ | --- |
| 아모레퍼시픽             | 아이오페 포맨, 라네즈 옴므, 마몽드m, 헤라옴므, 오딧세아, 미래파                                            |
| LG생활건강               | 보닌, 이자녹스 옴므, 후 공향진 군, 오휘포맨                                                                |
| 코리아나 화장품          | 로코모션, 로댕블루라벨, 디벨로 엑시트, 녹두 옴므                                                           |
| 한국화장품               | 아이디 메니쉬                                                                                              |
| 엔프라니                 | 엔프라니옴므, 페라쿠스                                                                                     |
| 참존                     | 탑뉴스 알바트로스                                                                                          |
| 소망화장품               | 코엔자임 Q10 포맨, 이모션, 에소르, 다나한, 뷰티크래딧                                                      |
| 애경                     | 포튠, 마리끌레르 옴므                                                                                      |
| 더 나드리                | 베르당 옴므, 위 시포 맨                                                                                    |
| 보브                     | 보브 옴므                                                                                                  |
| 에스까다 코스메틱        | 에스까다 옴므 인피니튜드, 에스까다 옴므 스피릿 라이징, 에스까다 옴므 링클 프리즈, 에스까다 옴므 듀얼리스트 |
| 동성제약 에스메디 화장품 | 딕스 로드스터 포맨, 일 프리우스 옴므                                                                       |
| 오마샤리프화장품         | 더 락, 햄릿, 스파티움                                                                                      |
| 로제화장품               | 더블리액션포맨, 오퍼스 옴므                                                                                |
| 라미화장품               | 레노마 젠틀, 샤코스 V 스타일리쉬, 지오 디플로마 리플래쉬                                                   |
| 웰코스                   | 클라우스 옴므, 도무스더맨                                                                                  |
| 이넬화장품               | 입큰 맨, 맨해튼 블랙                                                                                       |
| 잎스 코스메틱            | 맨스토리 스킨믹스, 맨스토리 안티스파끄, 맨스토리 화이트                                                    |
| 리베스트 아놀드파머      | 아놀드파머 얼티메이텀, 아놀드 파머 익스트림, 아놀드 파머 클래식                                            |
| 휠라 화장품              | 휠라 밀라니제, 휠라 위모, 휠라 레볼루션, 휠라 스포트                                                       |
| 더페이스샵               | 더 페이스샵                                                                                                |
| 스킨푸드                 | 스킨푸드 옴므                                                                                              |
| 미샤                     | 미샤포맨                                                                                                   |

### 헤어
헤어스타일은 남녀를 불문하고 관심을 많이 쏟는 부분이지만, 최근 남성 헤어스타일 또한 여성 헤어스타일에 못지않게 다양화되고 있으며, 그 명칭도 여성의 헤어스타일 못지 않게 계속하여 생기고 있다.

### 시술 및 성형
그루밍족의 또 다른 특징 중에 하나가 쁘띠 시술이나 미용성형까지도 주저하지 않고 많이들 찾는다는 것이다. 남성성형을 전문으로 하는 성형외과도 생기기 시작하며, 여성과는 또 다른 미의 기준을 가진 남성들이 외모 콤플렉스를 극복하는데 도움을 주고 있다.

### 남성 쁘띠 시술 종류
보톡스: 미간, 눈가, 입가 등 얼굴에 자리한 잔주름이 고민인 남성들도 여성들과 마찬가지로 보톡스 시술을 많이 찾고 있다.뿐만 아니라 각진 턱을 갸름하게 만들어 주는 사각턱 보톡스 역시 여자보다 상대적으로 얼굴이 각진 남성의 특성 때문에, 그루밍족들이 많이 찾고 있는 추세이다.
윤곽주사: 남성의 골격을 고려한 남성 윤곽주사는 얼굴 살이 빠지는 효과와 더불어 이목구비까지 또렷하게 보이게 만들어 주는 것이 특징이다.
필러: 입체적인 얼굴을 갖고 싶은 남성들은 필러를 애용한다. 콧대나 광대 등 얼굴의 꺼진 부위에 볼륨감을 주며, 남성들을 위한 필러는 부족하고 그늘진 부분을 채워 어려보이는 느낌까지 선사하기 때문에 ‘남자동안성형’으로도 불린다.
반영구 눈썹 시술: 눈썹이 사람의 인상을 좌우할 정도로 중요하다고 여겨, 색조화장을 많이 하지 않는 남성들까지도 눈썹 시술을 찾고 있다. 눈썹을 각자의 얼굴에 어울리는 형태로 그려 또렷한 인상을 만들어 주는 것이 반영구 눈썹 시술의 특징이다.
헤어라인 시술: 여성들에 비해 유전적인 원인으로 탈모가 많은 남자들을 위한 헤어라인 시술도 각광받고 있다. 특히 M자 형 이마를 가진 남자들은, 눈썹 시술과 같은 방식으로 비어있는 헤어라인 부분을 채워 얼굴 라인이 부드럽고 보다 작아 보이는 효과를 줄 수 있다.
제모 시술: 잦은 면도가 귀찮은  남성들의 경우 수염을 레이저 시술을 통해 제모하기도 한다. 면도기의 사용이 피부에 자극적일 수 있으며, 면도 후 남는 제모 자국이 관리하기 힘들어 레이저 시술을 찾곤 한다.
간단한 시술 외에도 사각턱 성형, 코 성형, 쌍꺼풀 성형 등 직접적인 성형 수술을 찾는 경우 역시 적지 않은데, 서울시가 발표한 2014년 통계 자료에 따르면 남성 청소년 중 무려 49.9%가 '외모를 가꾸기 위해 성형수술을 할 수 있다'라고 답변했다. 게다가 남성 전 연령의 성형 찬성률 역시 2007년 16.8%에서 2013년 32.6%로 두배 가까이 상승한 것으로 나타났다.

### 패션
패션의 경우 그 종류도, 각자의 스타일링 방식도 무궁무진하지만 자신에게 어울리는 패션을 소화해 내는 것이 그루밍족이 가장 많이 신경 쓰는 부분이다. 유행에 뒤처지지 않는 것도 중요하지만, 그루밍족이라면 자신의 개성과 매력을 더욱이 드러낼 수 있는 스타일을 찾는 것에 보다 관심을 쏟는다. 옷뿐만 아니라 신발, 가방, 작은 액세서리 하나까지도 매칭하여 스타일링 하는 것이 관건이라고 할 수 있다.

## 영향력

### 인식의 변화
대한민국 통계청에서 실시한 설문조사에서 '당신이 생각하는 멋진 남자의 기준은 무엇인가'라는 질문에 '외모와 패션'이 22.7%를 차지하여, 성품, 경제력, 가치관의 뒤를 이었다. 또한 '잘 꾸미고 다니는 남자를 보면 어떤 생각이 드는가'라는 질문에는 37.2%의 응답자가 '멋있다'라고 생각하고, 30.1%의 응답자는 '따라 해 보고 싶다'라는 의견으로 응답자의 절반 이상이 잘 꾸미고 다니는 남자에 대해 긍정적인 태도를 보였다. 이와 더불어 남성들도 외모를 하나의 스펙으로 여기고 외모지상주의 (lookism)’라는 말이 생겨날 정도로 능력보단 외모를 중시하는 기현상도 등장했다. 면접에 조금이라도 좋은 영향력을 주기 위해 취업성형을 하는 사람도 늘어났다. 실제로 취업포털 인크루트가 지난 12월 남성 취업준비생 339명을 대상으로 설문조사한 결과, ‘취업준비의 일환으로 외모관리를 하고 있냐’는 질문에 72%가 ‘그렇다’라고 답했다. ‘면접 등 입사과정에서 외모가 많은 비중을 차지한다고 생각하냐’는 질문에는 73%가 ‘그렇다’고 응답했다. 응답에 대한 이유로는 ‘자기관리 차원에서 유리한 평가를 받을 것 같아서(41%)’, ‘외모나 인상이 업무에 영향을 끼칠 수 있어서(18%)’등이 있었다. 이렇게 많은 남성들이 취업에 대해 외모는 중요한 요소라고 생각하고 있다는 결과를 알 수 있다. 이에 따라 최근 성형수술에 관심을 갖는 남자들이 폭발적으로 증가하여 남성들의 성형부위도 점점 진화하는 추세인데, 기존 눈,코에서 시작되었던 남자성형이 안면윤곽으로까지 확대되고 있는 것이다. 얼굴형 자체의 변화만으로도 부드러운 이미지를 줄 수 있는 것은 물론 호감도를 높일 수 있어 안면윤곽술은 취업준비생은 물론 서비스직과 영업직에 종사하는 남성들을 중심으로 유행이 번지고 있다. 이처럼 외모를 하나의 스펙으로 여김에 따라 패션과 미용에서 그동안 소외됐던 남성들이 일명 '큰손'로 부상하고 있다. 업계에 따르면 지난해 1조2000억원 규모를 형성했던 남성 화장품 시장은 올해 1조5000억원을 넘어설 전망이다. 2012년 1조원을 돌파한 후 최근 1~2년 폭발적인 성장세를 나타내고 있는 것이 특징이다. 이 때문에 남성 화장품 시장 성장을 이끄는 신조어도 잇따라 등장하고 있다. 패션과 미용에 아낌없이 투자하는 ‘그루밍족’부터 중년의 남성을 일컫는 ‘아재(아저씨)’에 ‘옴므파탈’을 합성한 ‘아재파탈’까지 뷰티 업계에 새로운 활력을 불어넣고 있다. 이렇듯 화장하는 남성, 꾸미는 남성을 이상한 시선으로 보던 과거와 달리 현재는 오히려 그루밍족이 하나의 트렌드로 자리매김하고 있다.

### 기업들의 맞춤 전략
화장하는 남성들이 늘면서 기존에 찾아보기 힘들었던 남성화장품이 포함된 추석선물세트도 등장했다. 또한 화장을 하고 싶은 마음이 있지만 어떤 화장품을 사용해야 할지 선뜻 고르지 못하는 남성들을 위해, 화장품 큐레이션 서비스도 출연했다. 정기적으로 맞춤 제품을 배송해주는 것은 물론, 화장품에 대한 안내와 피부타입에 걸맞는 서비스를 추천하기도 한다. 화장품과 더불어 홈 뷰티 디바이스가 화장품 시장의 새로운 성장동력으로 떠오르면서 관련업체들이  남성 연예인을 모델로 발탁하고 있어 눈길을 끌고 있다. 전문가들은 이 같은 모델 선정 전략이 기존 여성 고객들의 관심 유도에 더해 패션과 미용에 아낌없이 투자하는 남성 ‘그루밍족’ 등 잠재고객을 선점하기 위한 전략으로 분석한다. 관련시장의 높은 성장성에 주목한 대기업의 신규 진출 등으로 경쟁구도가 치열해지면서 시장규모 확대와 새로운 블루오션 개척이라는 두 마리 토끼를 잡기 위한 선택이라는 것이다. 성형외과 역시 여성들을 주로 모델로 내세웠던 기존 광고에서 벗어나, 날렵한 콧대와 턱 선을 자랑하는 남성들이 당당히 모델 자리를 꿰차고 있다. 실제 성형외과 홈페이지에서는 남자성형 페이지를 별도로 구성해 둔 곳도 적지 않다. 이는 남녀를 불문하고 외모가 취업, 결혼 등 중요한 자리에서 경쟁력으로 평가 받음과 동시에, 외모를 가꾸는 남자들에 대한 인식이 변화했다는 점에 기인한다. 이처럼 뷰티 산업계의 많은 기업들이 그루밍족이 증가하고 있는 유행에 발맞춰 그루밍족들을 위한 서비스를 제공 및 그루밍족의 지갑을 열게 할 각종 마케팅 전략을 활발히 펼치고 있다.